# コントラスト (秦基博のアルバム)
『コントラスト』は、秦基博の1枚目のアルバム。

## 解説
- オリコンウィークリーチャートで、シングル・アルバム通じて自身初となるトップ10入りを果たした。
- 本作の購入者を対象に、全国ツアー『秦基博 1st LIVE TOUR "CONTRAST"』ライブ、バックステージへの招待券などが抽選で当たるキャンペーンが行われた。
- 初回限定盤には、ビデオクリップ4作品に加え、ライブ映像やレコーディング風景等の模様を収めたDVD付。
- 2018年のユニバーサルミュージック移籍時に「青の光景」までのアルバムとともに再発された

## 収録曲
| 全作詞・作曲: 秦基博。 |                                       |           |            |                  |      |
| #                      | タイトル                              | 作詞      | 作曲・編曲 | 編曲             | 時間 |
| 1.                     | 「色彩」                              | 秦基博    | 秦基博     | 皆川真人         | 4:23 |
| 2.                     | 「シンクロ」                          | 秦基博    | 秦基博     | 上田禎           | 4:20 |
| 3.                     | 「鱗（うろこ）」                      | 秦基博    | 秦基博     | 亀田誠治         | 5:24 |
| 4.                     | 「君とはもう出会えない」              | 秦基博    | 秦基博     | 上田禎           | 4:32 |
| 5.                     | 「トレモロ降る夜」                    | 秦基博    | 秦基博     | 松浦晃久         | 4:04 |
| 6.                     | 「Lily」                              | 秦基博    | 秦基博     | 皆川真人         | 4:12 |
| 7.                     | 「青い蝶」                            | 秦基博    | 秦基博     | 島田昌典         | 4:51 |
| 8.                     | 「つたえたいコトバ」                  | 秦基博    | 秦基博     | 上田禎・鹿島達也 | 4:10 |
| 9.                     | 「僕らをつなぐもの（Contrast Ver.）」 | 秦基博    | 秦基博     | 秦基博           | 5:45 |
| 10.                    | 「赤が沈む」                          | 秦基博    | 秦基博     | 松浦晃久         | 3:52 |
| 11.                    | 「トブタメニ」                        | 秦基博    | 秦基博     | 松浦晃久         | 3:57 |
| 12.                    | 「風景」                              | 秦基博    | 秦基博     | 上田禎           | 5:28 |
| 合計時間:              | 合計時間:                             | 合計時間: | 54:58      |                  |      |

| #  | タイトル                          | 作詞 | 作曲・編曲 |
| -- | --------------------------------- | ---- | ---------- |
| 1. | 「シンクロ (VIDEO CLIP)」         |      |            |
| 2. | 「僕らをつなぐもの (VIDEO CLIP)」 |      |            |
| 3. | 「鱗（うろこ）(VIDEO CLIP)」      |      |            |
| 4. | 「青い蝶 (VIDEO CLIP)」           |      |            |
| 5. | 「THE VIEW FROM 06-07」           |      |            |

### 曲解説
1. 色彩
2. シンクロ
  - 1stシングル「シンクロ」収録
3. 鱗（うろこ）
  - 2ndシングル「鱗（うろこ）」収録
4. 君とはもう出会えない
5. トレモロ降る夜
  - NHK『もっともっと関西2!』オープニングテーマ
  - 6thシングル「フォーエバーソング」にAcoustic Sessionバージョンが収録されている。
6. Lily
7. 青い蝶
  - 3rdシングル「青い蝶」収録
8. つたえたいコトバ
9. 僕らをつなぐもの（Contrast Ver.）
  - 映画『クリアネス』主題歌
  - 1stミニアルバム「僕らをつなぐもの」収録曲「僕らをつなぐもの」をアレンジしたもの。
10. 赤が沈む
11. トブタメニ
12. 風景
  - 花王『アタック』20周年記念CMソング
  - ビデオクリップが作成されている。
  - 4thシングル「キミ、メグル、ボク」にAcoustic Sessionバージョンが収録されている。

## 演奏
- 秦基博
  - Vocal, Acoustic Guitar
  - Electric Guitar (#2)
  - Chorus (#8.10.11.12)
  - Harmonica (#8.10)
- 石崎光 from cafelon
  - Electric Guitar (#1.8)
  - E-bow Guitar (#4)
- 高間有一：Bass (#1)
- 國分建臣：Drums (#1)
- 皆川真人
  - Keyboards (#1)
  - Programming (#1.6)
  - Piano (#3.6)
- 上田禎
  - Piano (#2.3.12)
  - Electric Guitar (#2.4.9.12)
  - Synthesizer (#2)
  - Organ (#4)
  - Acoustic Guitar (#4)
  - Programming (#4.8)
  - Keyboards (#8)
  - Electric Piano (#9)
  - Vibraphone (#12)
- 鹿島達也：Bass (#2.4.8.9.12)
- 佐野康夫：Drums, Tambourine (#2)
- 亀田誠治：Bass (#3)
- 山木秀夫：Drums (#3)
- 西川進：Electric Guitar (#3.7)
- 金原千恵子ストリングス：Strings (#3)
- 坂田学：Drums (#4.12)
- 八橋義幸：Electric Guitar (#5.11)
- 岡雄三：Bass (#5)
- 松浦晃久
  - Keyboards (#5.10)
  - Programming (#10.11)
  - Electric Guitar (#11)
- 中島オバヲ： Percussions (#5.10.11)
- Armin Takeshi Linzbichler：Drums (#5)
- 佐々木史郎：Trumpet (#5)
- 河合わかば：Trombone (#5)
- 勝田一樹 from DIMENSION：Alto Sax (#5)
- 小倉博和：Electric Guitar (#6)
- 四家卯大：Cello (#7)
- 種子田健：Bass (#7)
- 島田昌典：Piano, Keyboards, Tambourine (#7)
- 小田原豊：Drums (#7)
- 弦一徹ストリングス：Strings (#7)
- 茂木欣一 from 東京スカパラダイスオーケストラ、フィッシュマンズ：Drums, Tambourine (#8)
- 楠均：Drums, Shaker (#9)
- 浦丈彦：Englsh Horn (#9)
- 棚谷祐一：Accordion (#9)
- 堀沢真己：Cello (#9)
- 篠崎正嗣ストリングス：Strings (#9)
- 山本タカシ：Electric Guitar (#10)
- 中村キタロー：Bass (#10)
- Whach：Percussions (#10)
- 荻原基文：Bass (#11)
- 青山純：Drums (#11)
- RUSH by 加藤高志：Strings (#12)